# Evaeverson Lemos da Silva
Evaeverson Lemos da Silva, ismertebb nevén Brandão (Brusque, 1980. június 16. –), brazil labdarúgó, aki jelenleg a Londrina EC játékosa.
Rendelkezik francia állampolgársággal is.
2014 augusztusában lefejelte a PSG játékosát, Thiago Mottát, akinek eltörött az orra. Végül hat hónapra tiltották el, 200 000 euró pénzbírságot kellett fizetnie, egy hónapra börtönbe is került.

## Sikerei, díjai
- Sahtar Doneck
  - Ukrainian Premier League győztes: 2004–05, 2005–06, 2007–08
  - Ukrán kupagyőztes: 2003–04, 2007–08
  - Ukrán labdarúgó-szuperkupa: 2005, 2008
- Marseille
  - Francia bajnok: 2009–10
  - Francia ligakupa: 2009–10, 2011–12
- Saint-Étienne
  - Francia ligakupa: 2012–13